# Principi d'especialitat
En l'ordenament jurídic espanyol, el principi d'especialitat és un principi relacionat amb l'extradició. El principi d'especialitat impedeix que el subjecte extradit sigui jutjat per un delicte diferent a aquell que motiva la seva extradició.